# 民意報
《民意報》，曾名《民意晚報》、《民意日報》是中華民國陝西省西安市的民營報紙，由楊虎城部參議薛蘭生及該部陝西警備師師長馬青苑創辦於1930年11月28日。1934年11月，值創刊四週年際，該報舉辦「秦腔菊选」，活動大受歡迎。日本侵華戰爭結束前夕，該報因經費短缺而停刊。